# Hochplattig
Der Hochplattig ist mit 2768 m ü. A. der höchste Gipfel der Mieminger Kette, eines Gebirgsstocks der nördlichen Kalkalpen in Tirol.

## Topographie
Der Hochplattig liegt im Hauptkamm der Mieminger Kette, der sich vom Wannig im Westen zur Hohen Munde im Osten erstreckt. Unmittelbarer Nachbar im Westen ist die Östliche Mitterspitze (2705 m), im Osten schließt sich nach der Alplscharte (2317 m) die Hochwand (2721 m) an. Im Süden des Berges liegen unterhalb der Vorgipfel Gacher Blick (1909 m) und Judenköpfe (2021 m) das Mieminger Plateau und das Inntal. Im Norden trennt die Ehrwalder Alm das Ehrwalder Becken vom Gaistal. Hier ist an den Nordgrat des Hochplattigs, der das Igelskar im Nordwesten vom Schwarzbachkar im Nordosten trennt, anschließend der Breitenkopf (2469 m) vorgelagert. Im Norden ist der Hochplattig von steilen Felswänden geprägt, im Süden überwiegen steile Grashänge und Schrofengelände.
Der höchste Punkt des Hochplattigs ist der wenig ausgeprägte Hauptgipfel mit (2768 m), der etwa in der Mitte des ungefähr 700 Meter langen Grates zwischen dem 2749 m hohen Westeck und dem 2698 m hohen Ostgipfel liegt.

## Besteigung
Obwohl der Hochplattig der höchste Berg seiner Umgebung und ein guter Aussichtsberg ist, wird er verhältnismäßig selten bestiegen. Auf den Gipfelgrat führt kein Weg, es sind lediglich vom Ende des markierten Weges auf den Gachen Blick im Süden einige Steigspuren vorhanden. Der Rest des Weges muss in weglosem, brüchigem und steinschlaggefährdetem Schrofengelände durch steile Rinnen (UIAA I) orientierungsmäßig schwierig zurückgelegt werden. Der Ostgipfel ist hierbei am leichtesten erreichbar. Er wurde dementsprechend auch schon früh von einheimischen Jägern erstiegen. Der Hauptgipfel hingegen wurde am 11. August 1872 von Hermann von Barth, das Westeck am 21. August 1883 von Ludwig Purtscheller erstbestiegen.
Die meisten anderen Anstiege, etwa von der Alplscharte (UIAA III), von Südwesten (UIAA II), über die Nordwand (UIAA II) oder vom Alplhaus im Südosten (UIAA I), sind sehr brüchig und werden wenig begangen.